# 이미영 (1971년)
이미영(李美永, 1971년 7월 13일 ~ )은 대한민국의 정치인이다. 제6대 울산광역시 남구의원이자, 제7대 울산광역시의회 전반기 부의장을 지냈다.

## 학력
- 1987 ~ 1990 울산중앙여자고등학교 졸업
- 1990 ~ 1995 울산대학교 철학 학사
- 고려대학교 도시 및 지방행정학 석사

## 경력
- 1997 ~ 2014 재능교육 지역국장
- 2014.07 ~ 2018.05 제6대 울산광역시 남구의회 의원
  - 2016.07 ~ 2018.05 제6대 울산광역시 남구의회 후반기 의회운영위원회 위원
  - 2016.07 ~ 2018.05 제6대 울산광역시 남구의회 후반기 복지건설위원회 부위원장
- 2018.07 ~ 2022.04 제7대 울산광역시의회 의원
  - 2018.07 ~ 2020.07 제7대 울산광역시의회 전반기 부의장
  - 2020.07 ~ 2022.04 제7대 울산광역시의회 후반기 행정자치위원회 위원
  - 2020.07 ~ 2022.04 제7대 울산광역시의회 후반기 예산결산특별위원회 부위원장
- 2022.6.1 제8대 울산광역시 남구청장 출마
- 2022.10 : 더불어민주당 울산광역시당 을지키는민생실천위원회 위원장
- ~ 2024.01: 더불어민주당 탈당
- 2024.01 ~ : 새로운미래 합류
- 2024.06 ~ 2024.09 : 새로운미래 울산광역시 남구 갑 지역위원회 위원장
- 2024.07 ~ 2024.09 : 새로운미래 수석책임위원
- 2024.09 ~ : 새미래민주당 수석최고위원
- 2024.09 ~ : 새미래민주당 울산광역시 남구 갑 지역위원회 위원장

## 역대 선거 결과
|  | 28.58% |

|  | 49.65% |

|  | 33.83% |

|  | 3.09% |